# Aéroport de Tisdale
L'aéroport de Tisdale est un aéroport situé en Saskatchewan, au Canada.